# ジーナ・チーニャ
ジーナ・チーニャ（Gina Cigna、1900年3月6日 - 2001年6月20日）は、フランス出身のイタリア系フランス人の歌手（ソプラノ）、ピアニスト。
ピアニストから歌手に転科した、戦間期を代表するドラマティック・ソプラノの一人。事故により引退を余儀なくされたが、その後は教育者として後進の育成にあたり、センテナリアンの一人として生涯を終えた。

## 生涯
ジーナ・チーニャは1900年3月6日、本名ジュヌヴィエーヴ・チーニャ（Geneviève Cigna）としてパリ近郊アンジェールで生まれる。父はナポレオン1世の大陸軍に参加したイタリア人将校の子孫であり、母はフランス人であった。ジュヌヴィエーヴは最初はピアニストを志し、パリ音楽院に入学してアルフレッド・コルトーの門下となる。卒業時に一等の金メダルを得て、卒業後はピアニストとしてのキャリアをスタートさせることとなった。
転機が訪れたのは1923年のことで、ジュヌヴィエーヴはフランスのテノールであるモーリス・ザンスと結婚してモリスからの勧めがあったこと、また、1890年代のカルメン歌いとして知られていたエマ・カルヴェの舞台に接したことが決め手となり、歌手に転向してカルヴェの門下に入った。カルヴェとフランスの著名なソプラノであったリュセット・コルソフのもとで研さんし、1926年にカルヴェの推薦によってスカラ座に君臨していた指揮者アルトゥーロ・トスカニーニのオーディションを受け、ヴェルディとロッシーニのアリアを歌った。最終的にはオーディションに合格し、翌1927年1月に「ジネット・ザンス」（Ginette Sens）としてワーグナー『ラインの黄金』のフライア役で歌手デビューを果たした。歌手としては初めはワーグナーのレパートリーがあてがわれていたが、プッチーニ『トスカ』でトスカを創唱したハリクレア・ダルクレーの意見により1930年代には忘れ去られつつあったベッリーニの『ノルマ』を敢えて歌い、この「冒険的な選択」は一定の成功を収めて『ノルマ』は息を吹き返すこととなった。1929年からは「ジーナ・チーニャ」と名乗り、モーツァルト『ドン・ジョヴァンニ』のドンナ・エルヴィラ、ワーグナー『タンホイザー』のエリーザベトといった役柄を歌ってさらなる絶賛を博し、イタリア各地の劇場から出演を求められるようになった。
1930年代に入ると、ジーナはノルマなどに加えてポンキエッリ『ラ・ジョコンダ』やプッチーニ『トゥーランドット』の表題役も歌うようになり、1933年にはベルリオーズ『ファウストの劫罰』のイギリスにおける舞台初演でマルグリットを歌ってイギリスにデビューする。1937年にはヴェルディ『アイーダ』の表題役でメトロポリタン歌劇場（メト）にデビュー。メトには2シーズンにわたって在籍し、ノルマ、ドンナ・エルヴィラ、ジョコンダとマスカーニ『カヴァレリア・ルスティカーナ』のサントゥッツァを歌った。1935年にはレスピーギのオペラ『炎』のスカラ座初演、『エジプトのマリア』のローマ初演に参加。1941年のフェニーチェ劇場におけるヤナーチェク『イェヌーファ』のイタリア初演にもコステルニチカ役で参加した。この1930年代にはジーナはさまざまな録音を残したが、1937年の『ノルマ』と1938年の『トゥーランドット』は、両曲の録音の中でもっとも古いもののひとつに分類される。
しかし、ジーナの歌手としてのキャリアは第二次世界大戦後に終止符を打つこととなった。1948年、ジーナはヴィチェンツァでトスカを歌うために移動中に自動車事故に巻き込まれ、一命は取り留めたものの心臓発作を起こして歌手からの引退を余儀なくされ、以降は教育者として第三の人生を歩むこととなった。教育者としてはフラヴィアーノ・ラボーらを育てた。1970年にはマスタークラスのためにイギリスを訪問し、1981年には「史上最高のトゥーランドット歌い」として賞賛される。1996年、96歳になっていたジーナはジャン・シュミット＝ガレによるドキュメンタリー映画『オペラ・ファナティック』に往年の大歌手の一人として出演した。
ジーナは2001年3月6日に101歳の誕生日を迎えたが、それから3か月余り経った2001年6月20日にミラノで生涯を終えた。

## 主な録音
- ベッリーニ『ノルマ』：エベ・スティニャーニ、ジョヴァンニ・ブレヴァリオ、タンクレディ・パセロ：ヴィットリオ・グイ指揮：1937年：Aura LRC 01091（CD）[6]
- プッチーニ『トゥーランドット』：フランチェスコ・メルリ、マグダ・オリヴェロ：フランコ・ギオーネ指揮：1938年：Warner Fonit 50504671223-2-1（CD）[7]

### サイト
- “Gina Cigna” (英語). The Telegragh - Obituaries.   Telegraph Media Group Limited (2001年). 2013年3月26日閲覧。
- “Obituary: Gina Cigna - Prima donna who made Turandot her own” (英語). The Guardian - World news - Obituaries.   The Guardian / Patrick O'Connor (2001年). 2013年3月26日閲覧。
- “Gina Cigna; French Operatic Soprano, 20-Year Vocal Coach” (英語). Los Angeles Times.   Los Angeles Times. 2013年3月26日閲覧。

### 印刷物（英文版より）
- Dictionnaire des interprètes, Alain Pâris, (Éditions Robert Laffont, 1989) ISBN 2-221-06660-X
- Guide de l’opéra, R. Mancini & J-J. Rouveroux, (Fayard, 1995) ISBN 2-213-59567-4